# Octavian Calotă-Popa
Octavian Calotă-Popa (Mărășești, 22 novembre 1984) è un cestista rumeno.

## Carriera
Con la Romania ha disputato i Campionati europei del 2017.

## Palmarès
- Coppa di Romania: 1

Pitești: 2012